# Schlacht an der Aisne (1940)
Schlacht um die Niederlande

Maastricht – Mill – Den Haag – Rotterdam – Zeeland – Grebbeberg – Afsluitdijk – Bombardierung von Rotterdam
Invasion von Luxemburg

Schusterlinie
Schlacht um Belgien

Fort Eben-Emael – K-W-Linie – Dyle-Plan – Hannut – Gembloux – Lys
Schlacht um Frankreich

Ardennen – Sedan – Maginot-Linie – Weygand-Linie – Arras – Boulogne – Calais – Dünkirchen (Dynamo – Wormhout) – Abbeville – Lille – Paula – Fall Rot – Aisne – Westalpen – Cycle – Saumur – Lagarde – Aerial – Fall Braun

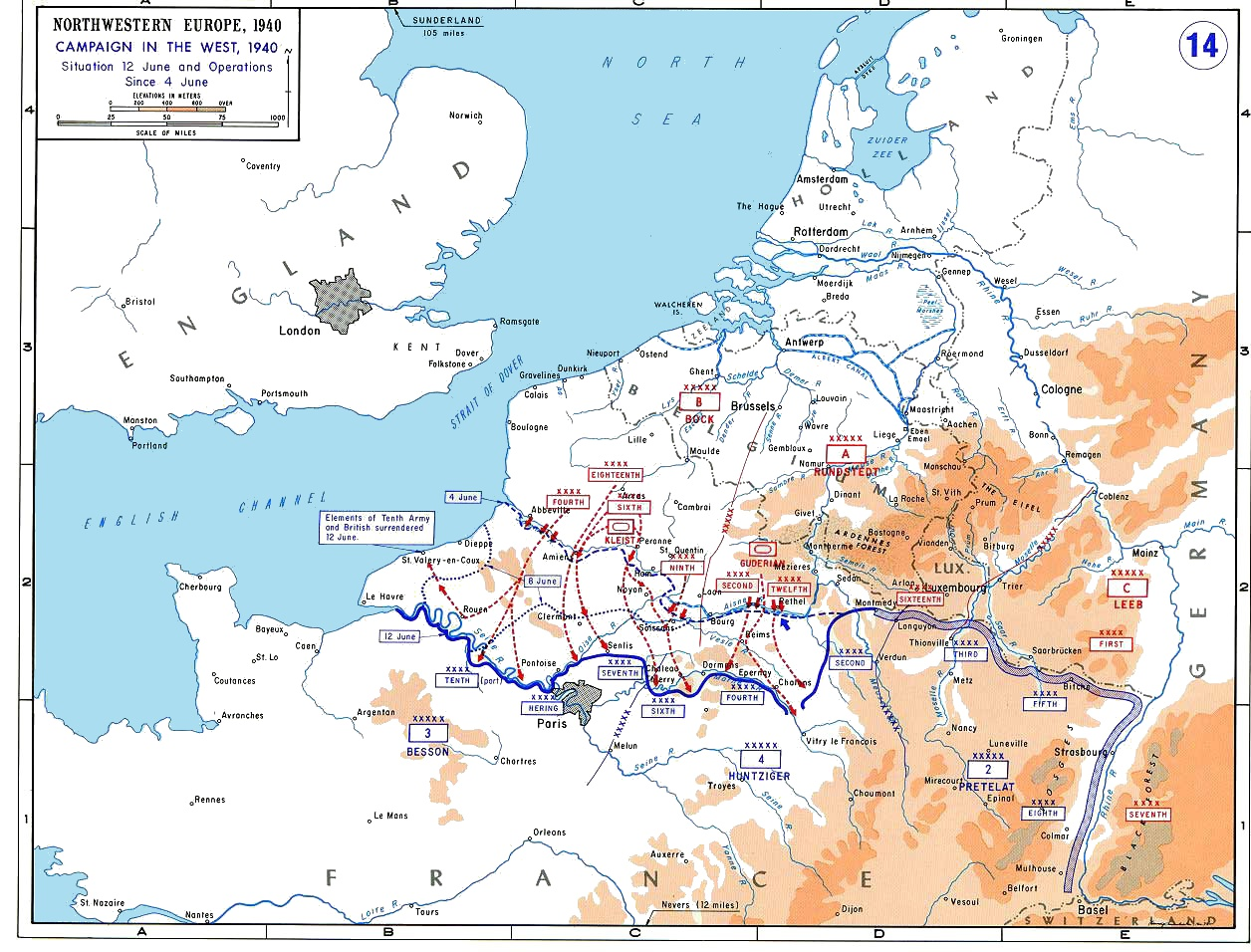
Fall Rot: Situation am 12. Juni und Aktionen seit dem 4. Juni

Eine Schlacht an der Aisne (bataille de l’Aisne) fand am 9., 10. und 11. Juni 1940 zwischen Einheiten der Wehrmacht und der französischen Armee an Teilen des Flusses Aisne statt. Sie endete mit einem deutschen Sieg.

## Hintergrund
Mit der Kapitulation der Niederlande am 14. Mai 1940 und der von Belgien am 28. Mai war der erste Teil (Fall Gelb) des Westfeldzugs abgeschlossen. Die Heeresgruppe B bereitete sich auf eine Invasion Frankreichs von Norden (Fall Rot) her vor. Am 5. Juni hatte die Invasion Frankreichs begonnen.

### Französische Verteidigung
An Somme und Aisne westlich von Sedan formierte Maxime Weygand eine Verteidigungslinie genannt „Weygand-Linie“. Er war kurz zuvor aus dem Ruhestand gerufen worden und löste Maurice Gamelin ab. An der Aisne wurde hastig eine neue 6. Armee unter Befehl von Robert-Auguste Touchon aufgestellt. Aus dieser, sowie der 7. und 10. wurde die neue Heeresgruppe 3 unter dem Befehl des Generals Benoît Besson gebildet. Sie sollte den Frontabschnitt an der Somme verteidigen. Weiter südlich sollte die Heeresgruppe 4 unter General Charles Huntziger den Frontabschnitt von der Aisne bis in die Argonnen halten. Insgesamt standen den Alliierten 60 Divisionen mit nur wenigen Panzern zur Verteidigung einer 600 km langen Front zur Verfügung. Darunter befand sich eine britische Division. Die Masse der noch verfügbaren Divisionen blieb weiterhin in der Maginot-Linie gebunden. Am 17. Mai führte Charles de Gaulle, damals Colonel und Befehlshaber der 4. Panzerdivision, einen Gegenangriff gegen die Wehrmacht. Beteiligt waren etwa 5000 französische Soldaten und 85 französische Panzer. Dies war einer von insgesamt vier französischen Gegenangriffen im Jahr 1940.

### Deutscher Aufmarsch
Bereits am 15. Mai 1940 drang die 6. Panzer-Division der Wehrmacht über Rozoy-sur-Serre ins Département Aisne ein und erreichte am Abend im Verlauf der Schlacht von Montcornet die Stadt Montcornet. Zuvor hatte sie bei Monthermé in den Ardennen die Maas überquert, wo die 9. französische Armee sie nicht aufhalten konnte. Es folgte die Schlacht an der Ailette vom 18. Mai bis 6. Juni 1940. Insbesondere der Damenweg genannte Höhenweg zwischen Laon, Soissons und Reims sowie der Oise-Aisne-Kanal waren schwer umkämpft. Massive Bombardements durch Artillerie und Luftwaffe auf französische Stellungen führten zum deutschen Sieg. Die Wehrmacht erreichte in diesem Verlauf die Aisne.

## Verlauf der Schlacht
Die an Truppenzahl dem Gegner weit überlegene Heeresgruppe A unter Generaloberst von Rundstedt begann am 9. Juni ihre Offensive und überschritt nach zweitägigen Kämpfen die Aisne.
Den Angriff am rechten Flügel in Richtung auf Soissons führte die 9. Armee unter Generaloberst Strauß mit dem XVIII., XXXXII. und XXXXIII. Armeekorps, die 9. Armee verblieb während der Operationen im Befehlsbereich der Heeresgruppe B. Im Zentrum operierte die 2. Armee unter Generaloberst von Weichs mit dem III., VI. und XXVI. Armeekorps in Front und dem IX. Armeekorps als Reserve in Richtung auf Reims. Zwischen der 2. und 12. Armee wurde die neu geschaffene Panzergruppe Guderian (Gen. Kdo. XIX.) mit dem XXXIX. und XXXXI. (motorisierten) Korps beiderseits von Rethel nach Süden angesetzt.
Am linken Flügel griff die 12. Armee unter Generaloberst List mit dem XIII., XVII. und XXIII. Armeekorps in der östlichen Champagne an. Ganz im Osten bis zur Maas gegenüber dem Festungsbereich Verdun blieb die 16. Armee noch in Verteidigung. Die vorangehende Infanterie konnte in der Nähe von Château-Porcien einen kleinen Brückenkopf von 1,5 Kilometer Tiefe erzwingen. Im Schutze der Dunkelheit wurde hier zuerst die 1. Panzerdivision nachgezogen, welche am 10. Juni bei Juniville festgehalten wurde und erst am Morgen des 12. Juni Chalons-sur-Marne erreichte.
Am 9. Juni erreichte die 4. Armee der Heeresgruppe B die Seine bei Rouen.
Die Französische Luftwaffe hatte keine Sturzkampfbomber zu Gegenangriffen, lediglich die Marine hatte etwa 50 Stück. Jedoch war das Fernmeldewesen der französischen Armee im Allgemeinen und
speziell der Armée de l’air unzureichend.
Am 11. und 12. Juni gab es noch Kämpfe südlich der Aisne. Es gelang den Franzosen nicht, ein Stellungssystem aufzubauen, das den Angriffen der Wehrmacht (unterstützt von der Luftwaffe) standhalten konnte.

## Folgen
Schon am 10. Juni hatte die Regierung Frankreichs (damals unter Paul Reynaud) Paris angesichts des Kriegsverlaufs verlassen und floh nach Tours.
Zwischen der Wehrmacht, die nun in Rouen stand, und Paris befand sich keine französische Armee mehr. Am 14. Juni marschierten Verbände der 18. Armee in Paris ein, die zur offenen Stadt erklärt worden war. Guderians Panzer besetzten am 16. Juni Besançon und erreichten am 17. bei Pontarlier die Schweizer Grenze, hinter den französischen Einheiten an der Maginot-Linie.